# Lukas Jäger
Lukas Jäger (Alberschwende, 12 februari 1994) is een Oostenrijks voetballer die speelt als middenvelder voor SK Sturm Graz.

## Clubcarrière
In 2011 ging Jäger voetballen bij SC Rheindorf Altach, waar hij op 12 juli 2012 zijn debuut maakte in het eerste elftal in een wedstrijd om de Oostenrijkse voetbalbeker. Hij verving, in deze wedstrijd tegen Floridsdorfer AC, Johannes Aigner in de 90e minuut waarmee de eerste minuut als profvoetballer een feit was. Ruim een week later, op 20 juli, maakte hij zijn competitiedebuut op het tweede niveau in Oostenrijk. Met zijn team werd hij in het seizoen 2013/14 kampioen op het tweede niveau waarna promotie volgde .
In seizoen 2017/18 maakte hij transfervrij de overstap van SC Rheindorf Altach naar 1. FC Nürnberg. Na dit seizoen promoveerde 1. FC Nürnberg naar de Bundesliga. Op 23 februari 2019 maakte hij zijn debuut op het hoogste niveau in het Duitse voetbal in de uitwedstrijd tegen Fortuna Düsseldorf, die eindigde in 2-1.

## Interlandcarrière
In de periode tussen 2009 en 2016 speelde Jäger 48 wedstrijden voor nationale jeugdelftallen van de Oostenrijkse voetbalbond, waarin hij één keer wist te sccoren.

## Clubstatistieken
| Seizoen | Club                | Competitie    | Competitie | Competitie | Beker | Beker | Internationaal | Internationaal | Overig | Overig | Totaal | Totaal |
| Seizoen | Club                | Competitie    | Wed.       | Dlp.       | Wed.  | Dlp.  | Wed.           | Dlp.           | Wed.   | Dlp.   | Wed.   | Dlp.   |
| ------- | ------------------- | ------------- | ---------- | ---------- | ----- | ----- | -------------- | -------------- | ------ | ------ | ------ | ------ |
| 2012/13 | SC Rheindorf Altach | 2. Liga       | 18         | 2          | 1     | 0     | -              | -              | 0      | 0      | 19     | 2      |
| 2013/14 | SC Rheindorf Altach | 2. Liga       | 17         | 1          | 1     | 0     | -              | -              | 0      | 0      | 18     | 1      |
| 2014/15 | SC Rheindorf Altach | Bundesliga    | 15         | 0          | 3     | 0     | -              | -              | 0      | 0      | 18     | 0      |
| 2015/16 | SC Rheindorf Altach | Bundesliga    | 28         | 1          | 2     | 0     | 2              | 0              | 0      | 0      | 32     | 1      |
| 2016/17 | SC Rheindorf Altach | Bundesliga    | 34         | 0          | 2     | 0     | -              | -              | 0      | 0      | 36     | 0      |
| 2017/18 | 1. FC Nürnberg      | 2. Bundesliga | 0          | 0          | 1     | 0     | -              | -              | 0      | 0      | 1      | 0      |
| 2018/19 | 1. FC Nürnberg      | Bundesliga    | 2          | 0          | 0     | 0     | -              | -              | 0      | 0      | 2      | 0      |
| 2019/20 | 1. FC Nürnberg      | 2. Bundesliga | 9          | 0          | 0     | 0     | -              | -              | 0      | 0      | 9      | 0      |
| Totaal  | Totaal              | Totaal        | 123        | 4          | 10    | 0     | 2              | 0              | 0      | 0      | 135    | 4      |

Bijgewerkt op 16 oktober 2019.